# Agnès Desarthe

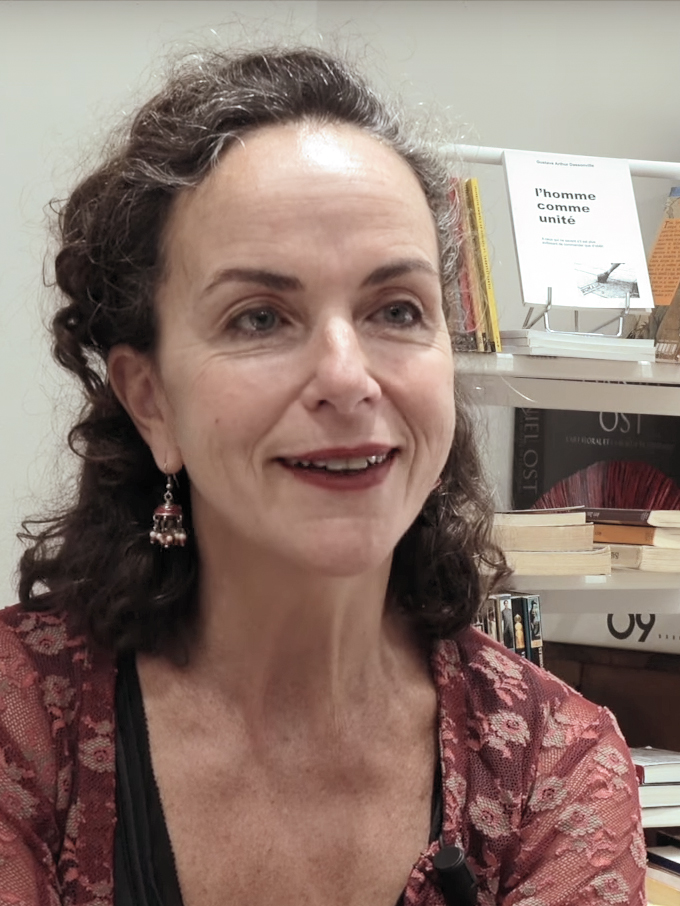

Agnès Desarthe (París, 3 de mayo de 1966) es una escritora y editora francesa de libros para niños y para adultos. 

## Biografía
Agnès Desarthe es uno de los tres hijos del conocido pediatra y psicólogo infantil Aldo Naouri. 
Casada con el cineasta Dante Desarthe, hijo del comediante Gérard Desarthe. Su hermano, el barítono Laurent Naouri está casado con la soprano Natalie Dessay. 
Su novela Cómeme ha sido traducida a 20 idiomas. Obtuvo el Prix du Livre Inter por su novela Un secret sans importance.
Escribió un ensayo sobre Virginia Woolf. Ha escrito teatro y canciones.

## Obra
Novelas para niños
- Je ne t'aime pas, Paulus, L'École des Loisirs, 1992
- Abo, le minable homme des neiges, L'École des Loisirs, 1992
- Les Peurs de Conception, L'École des Loisirs, 1992
- La Fête des pères, L'École des Loisirs, 1992
- Le Mariage de Simon, L'École des Loisirs, 1992
- Le Roi Ferdinand, L'École des Loisirs, 1992
- Dur de dur, L'École des Loisirs, 1993
- La Femme du bouc-émissaire, L'École des Loisirs, 1993
- Benjamin, héros solitaire, L'École des Loisirs, 1994
- Tout ce qu'on ne dit pas, L'École des Loisirs, 1995
- Poète maudit, L'École des Loisirs, 1995
- L'expédition, L'École des Loisirs, 1995
- Je manque d'assurance, L'École des Loisirs, 1997
- Les pieds de Philomène, L'École des Loisirs, 1997
- Les grandes questions, L'École des Loisirs, 1999
- Les trois vœux de l'archiduchesse, L'École des Loisirs, 2000
- Petit prince Pouf, L'École des Loisirs, 2002
- Le monde d'à-côté, L'École des Loisirs, 2002
- À deux c'est mieux, L'École des Loisirs, 2004
- Comment j'ai changé ma vie, L'École des Loisirs, 2004
- Igor le labrador, L'École des Loisirs, 2004
- C'est qui le plus beau ?, L'École des Loisirs, 2005
- Je ne t'aime toujours pas, Paulus, L'École des Loisirs, 2005
- Les frères chats, L'École des Loisirs, 2005
- La Cinquième saison, L'École des Loisirs, 2006
- Je veux être un cheval, L'École des Loisirs, 2006
- " L'histoire des Carnets de Lineke", L'Ecole de Loisirs, 2007

Novelas para adultos
- Quelques minutes de bonheur absolu, Éditions de l'Olivier, 1993
- Un secreto sin importancia, Mondadori, 1997, Prix du Livre Inter 1996
- Cinco fotos de mi mujer, Mondadori, 2000
- Les bonnes intentions, Éditions de l'Olivier, 2000
- Le principe de Frédelle, Éditions de l'Olivier, 2003
- Cómeme, Baile del Sol, 2016
- Le Remplaçant , Éditions de l'Olivier, 2009
- Une partie de chasse, Éditions de l'Olivier, 2012
- Ce coeur changeant, Éditions de l'Olivier, 2015, Prix Littéraire Le Monde 2015
- Le roi Réné, Odile Jacob, 2016

Ensayo
- V.W. Le mélange des genres, Geneviève Brisac, Éditions de l'Olivier, 2004
- Cómo aprendí a leer, Periférica, 2014